# Cryptus apiculator
Cryptus apiculator är en stekelart som beskrevs av Schiodte 1839. Cryptus apiculator ingår i släktet Cryptus och familjen brokparasitsteklar. Inga underarter finns listade i Catalogue of Life.